# Anthurium sidneyi
Anthurium sidneyi är en kallaväxtart som beskrevs av Thomas Bernard Croat och Lingán. Anthurium sidneyi ingår i släktet Anthurium och familjen kallaväxter. Inga underarter finns listade.